# Cnaeus Julius Agricola
Pour les articles homonymes, voir Agricola.

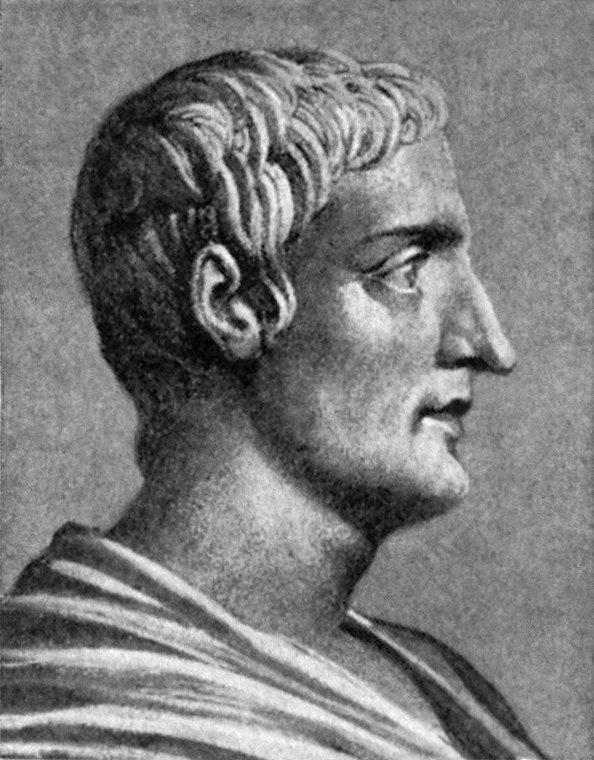
Portrait fictif de Tacite du début du xxe siècle, prétendument d'après un buste antique.

Cnaeus Iulius Agricola, né le 13 juin 40 dans la colonie romaine de Forum Julii, en Gaule narbonnaise, et mort le 23 août 93, est un général de l'Empire romain artisan de la conquête romaine du nord de l'île de Bretagne.
Agricola commence sa carrière militaire en Bretagne, sous les ordres du gouverneur Suetonius Paulinus. Sa carrière ultérieure l'a vu occuper divers postes. Il est nommé questeur dans la province d'Asie vers 64, puis il devient tribun de la plèbe en 66 et préteur en 68. Il soutient Vespasien pendant l'année des quatre empereurs en l'an 69 et obtient un commandement militaire en Bretagne lorsque ce dernier devient empereur romain. À la fin de son commandement en 73, il est fait patricien à Rome et nommé gouverneur de la Gaule aquitaine. Il devient consul suffect en 77 et gouverneur de Bretagne. Il y achève la conquête de l'actuel pays de Galles et du nord de l'Angleterre et conduit son armée à l'extrême nord de l'Écosse, établissant des forts dans la plupart des Lowlands. Il est rappelé de Bretagne en 84 ou 85, après un service exceptionnellement long, puis prend sa retraite de la vie militaire et publique avant de décéder en l'an 93 sous le règne de Domitien.
Il est par ailleurs le beau-père de l'historien et sénateur romain Tacite (58-120). Son action en Bretagne est relatée en détail dans la biographie élogieuse que son gendre lui a consacrée en 98. Elle s'intitule en latin De vita et moribus Iulii Agricolae. Sa fille, Julia, s'est en effet mariée en 77 ou 78 avec Tacite. L'importance en Bretagne du rôle d'Agricola est peut-être surestimée par le fait qu'il ait une biographie et que Tacite rehausse son prestige au détriment notamment de ses prédécesseurs Cerialis et Frontin.

## Biographie

### Naissance et origines
Agricola est né sous le consulat unique de Caligula, aux ides de juin (c'est-à-dire le 13 juin), de l'an 40, dans la colonie romaine de Forum Julii (Fréjus), en Gaule narbonnaise. Les parents d'Agricola appartiennent à des familles politiques de notables gallo-romains de rang sénatorial. Ses deux grands-pères ont exercé les fonctions de procurateurs impériaux.
Son père, Lucius Julius Graecinus, est devenu préteur et membre du Sénat romain l'année de sa naissance (40). Selon Tacite, Graecinus s'est distingué par son intérêt pour l'éloquence et la philosophie. Entre août 40 et janvier 41, l'empereur Caligula ordonne sa mort parce qu'il a refusé de poursuivre en justice Marcus Silanus, premier beau-père de Caligula, le consul de 15 ou plus probablement le consul de 19.
Sa mère est Julia Procilla. Tacite la décrit comme « une femme d'une vertu incomparable ».
Agricola fait ses études à Massilia (Marseille), « ville où l'urbanité grecque et l'économie de nos provinces se trouvaient réunies et heureusement associées », et montre ce qui est considéré comme un intérêt malsain pour la philosophie. « Je me rappelle qu'il racontait assez souvent lui-même que, dans sa première jeunesse, il se serait jeté dans l'étude de la philosophie avec trop d'entraînement, et plus qu'il ne convient à un Romain et à un sénateur, si la prudence de sa mère n'eût tempéré son âme ardente et pleine de feu. […] Bientôt l'âge et la raison le modérèrent, et de l'étude de la philosophie il recueillit, ce qui est le plus difficile, la juste mesure qui fait la sagesse ».

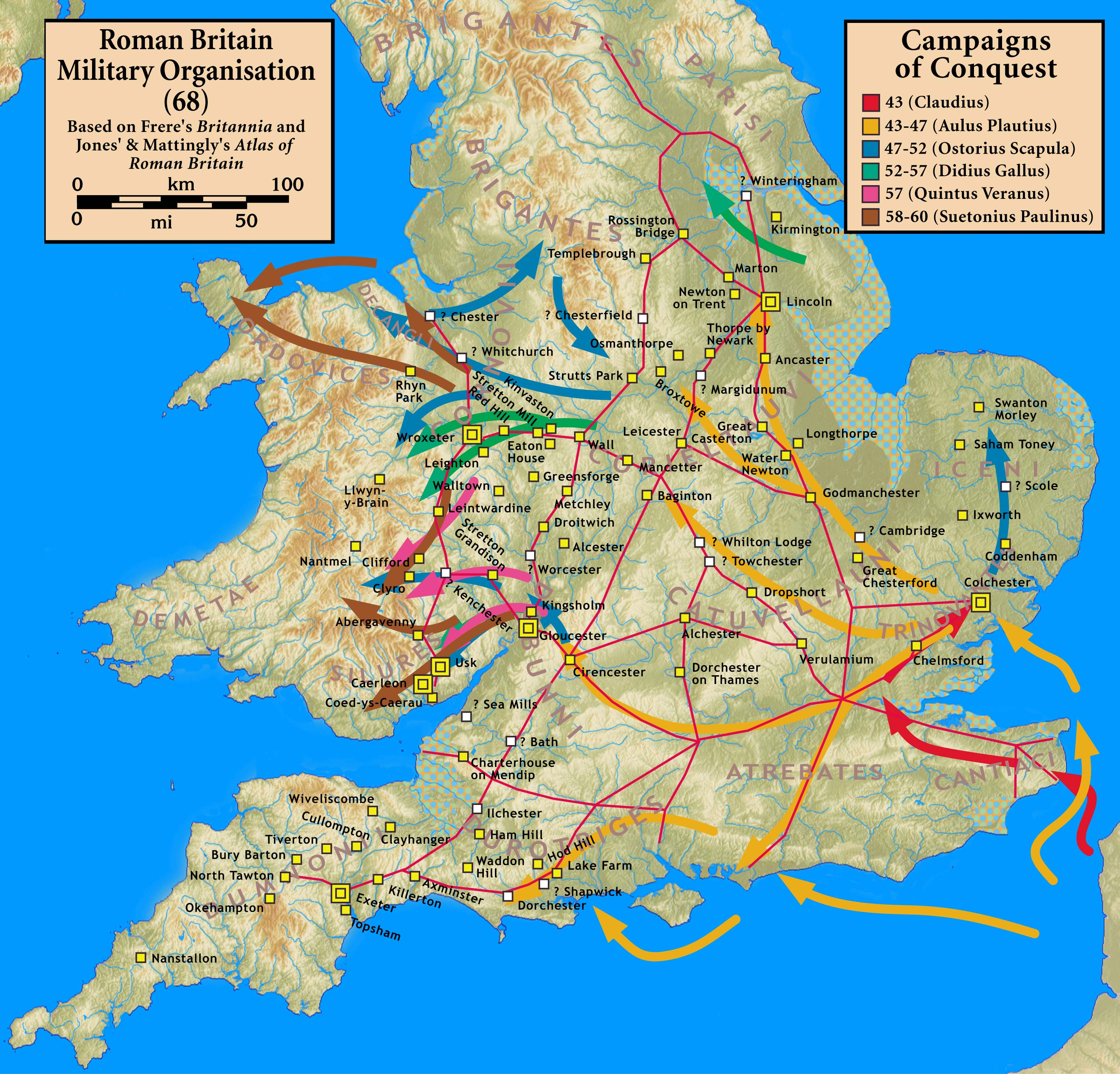
Conquête romaine de l'Angleterre, dont les campagnes de Caius Suetonius Paulinus vers 60.

### Début ducursus honorum(58-68)
Il commence assez jeune une carrière politique et surtout militaire. Vers 59-61, il reçoit sa première éducation militaire en Bretagne, comme tribun militaire sous les ordres du gouverneur Caius Suetonius Paulinus, « général actif et sage », vainqueur de Boadicée à la bataille de Watling Street en 60 ou 61, combat auquel Agricola prend peut-être part.
De là revenu à Rome pour y solliciter les magistratures, il épouse Domitia Decidiana en 62, « issue d'illustres aïeux » selon Tacite, qui ajoute « qu'ils vécurent dans une parfaite concorde ». Son premier enfant est un fils, mort en bas âge. Peu avant la mort de son fils et après son retour d'Asie, le couple a une fille.
Il est en effet questeur en Asie en 63/64 ou 64/65 sous le proconsul Lucius Salvius Otho Titianus, frère aîné d'Othon, et « corrompu » selon Tacite.
Il devient tribun de la plèbe en 66 et préteur en 68. « Tout le temps qui suivit, depuis sa questure jusqu'à ce qu'il devînt tribun du peuple, et l'année même de son tribunat, il les passe dans le repos et l'oisiveté, ayant appris, sous Néron, qu'il est des temps où l'inaction est de la prudence. Durant sa préture, même conduite, même silence, et d'ailleurs il ne lui fut attribué aucune juridiction ».

### Année des quatre empereurs (68-69)
Cette année 68 correspond à la mort de Néron et au début de la guerre civile connue sous le nom d'« année des quatre empereurs », et au milieu de l'an 68, il est choisi par le premier d'entre eux et nouvel empereur, le gouverneur d'Hispanie Galba, pour faire l’inventaire des trésors des temples.
Au début de l'an 69, des soldats de la flotte d'Othon, gouverneur en Lusitanie et deuxième empereur éphémère, dévastent la ville d'Intemelium (Vintimille), en Ligurie, et assassinent, au sein de ses domaines, la mère d'Agricola, pillent ses propriétés et une partie de son patrimoine. Agricola se rend aux funérailles de sa mère quand il apprend la nouvelle que Vespasien, depuis l'Orient, aspire à l'empire contre Vitellius, le troisième empereur éphémère, et il passe dans son parti. C'est Mucien qui mène les opérations contre les Vitelliens pour le compte de Vespasien en Occident puis, à la mort de Vitellius, devient l’homme fort à Rome en attendant l'arrivée du nouvel empereur Vespasien en octobre 70.

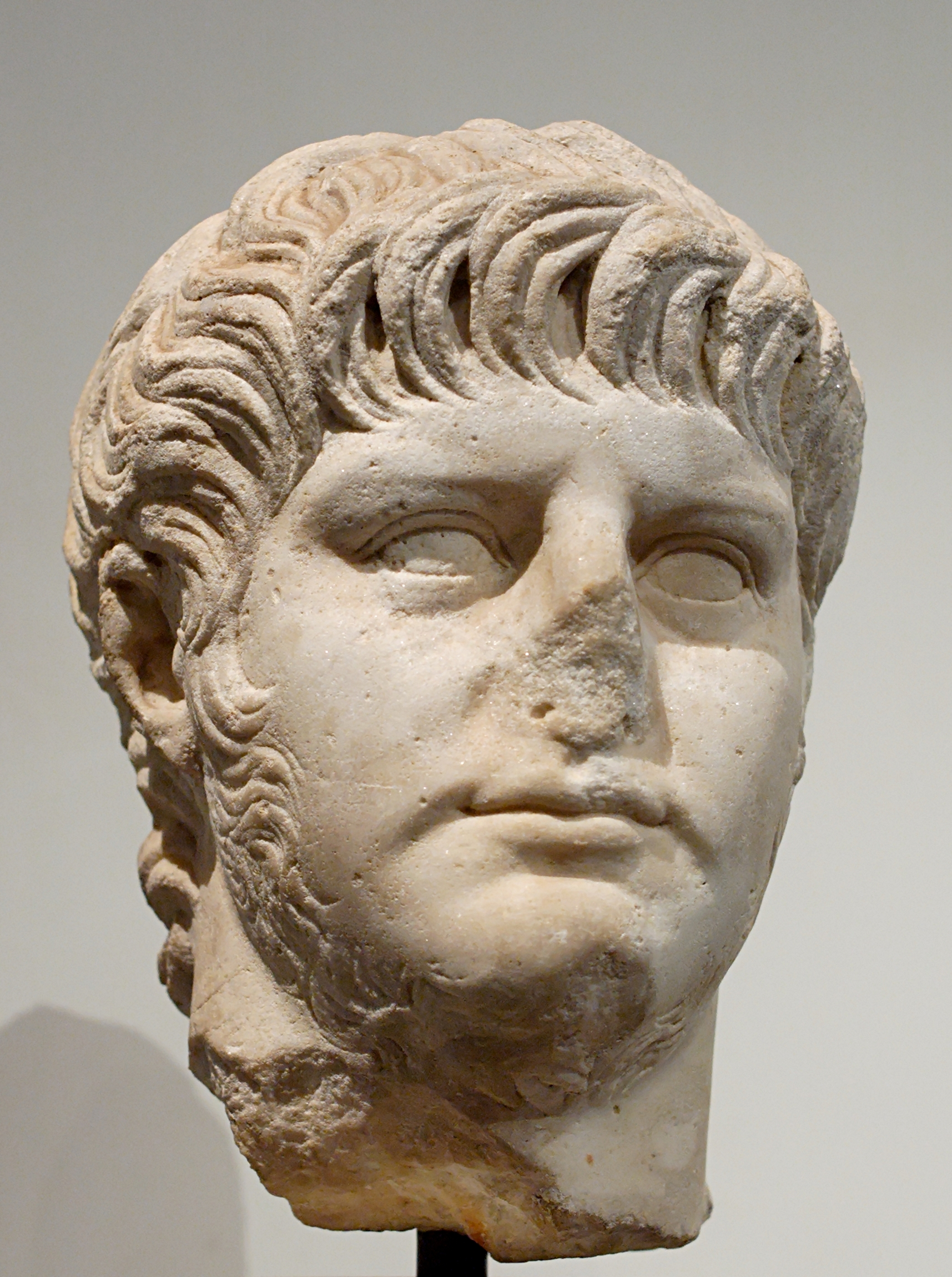
Néron (54 à juin 68)
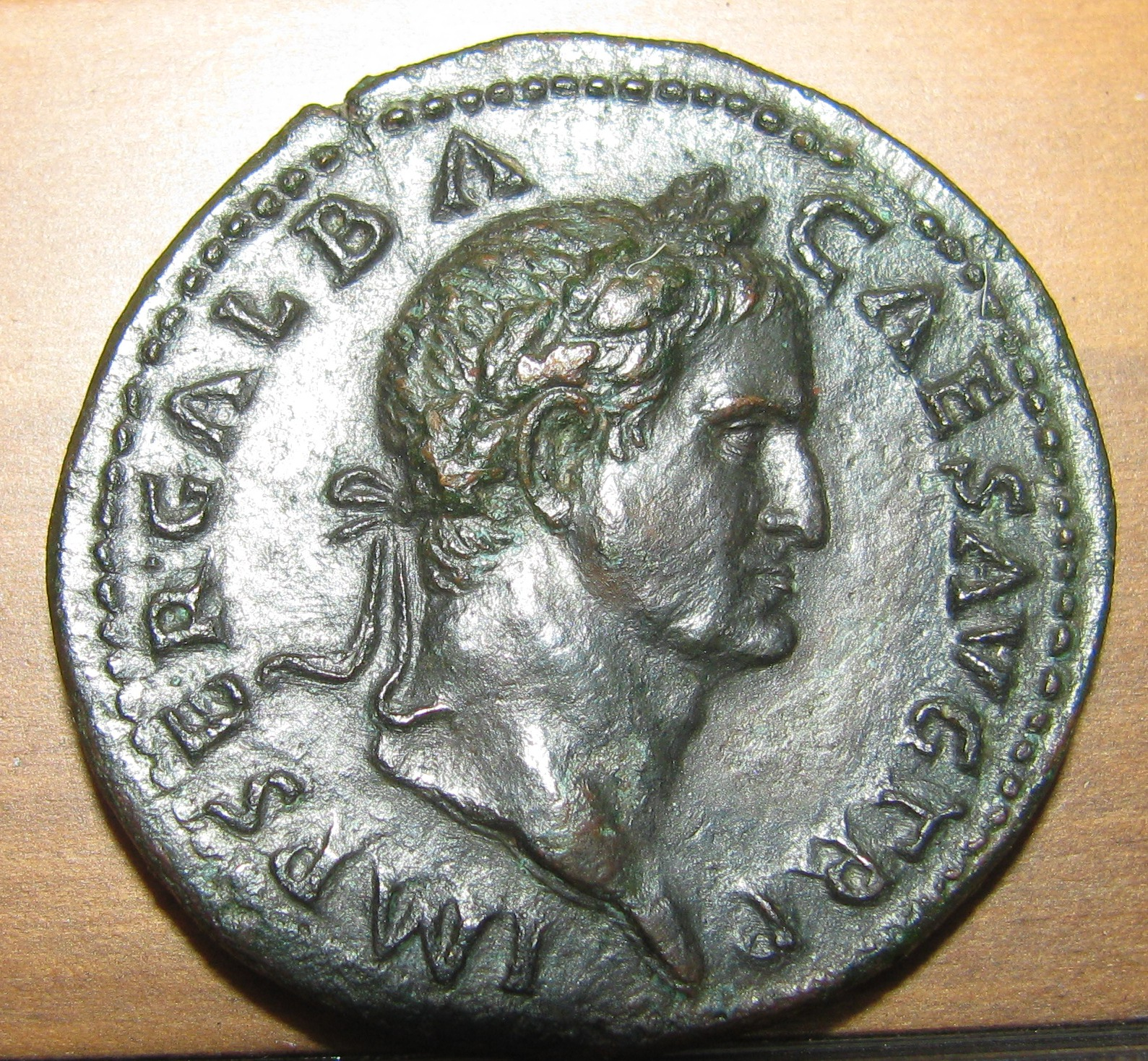
Galba (juin 68 à janv. 69)
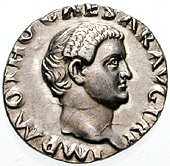
Othon (janv. à avril 69)
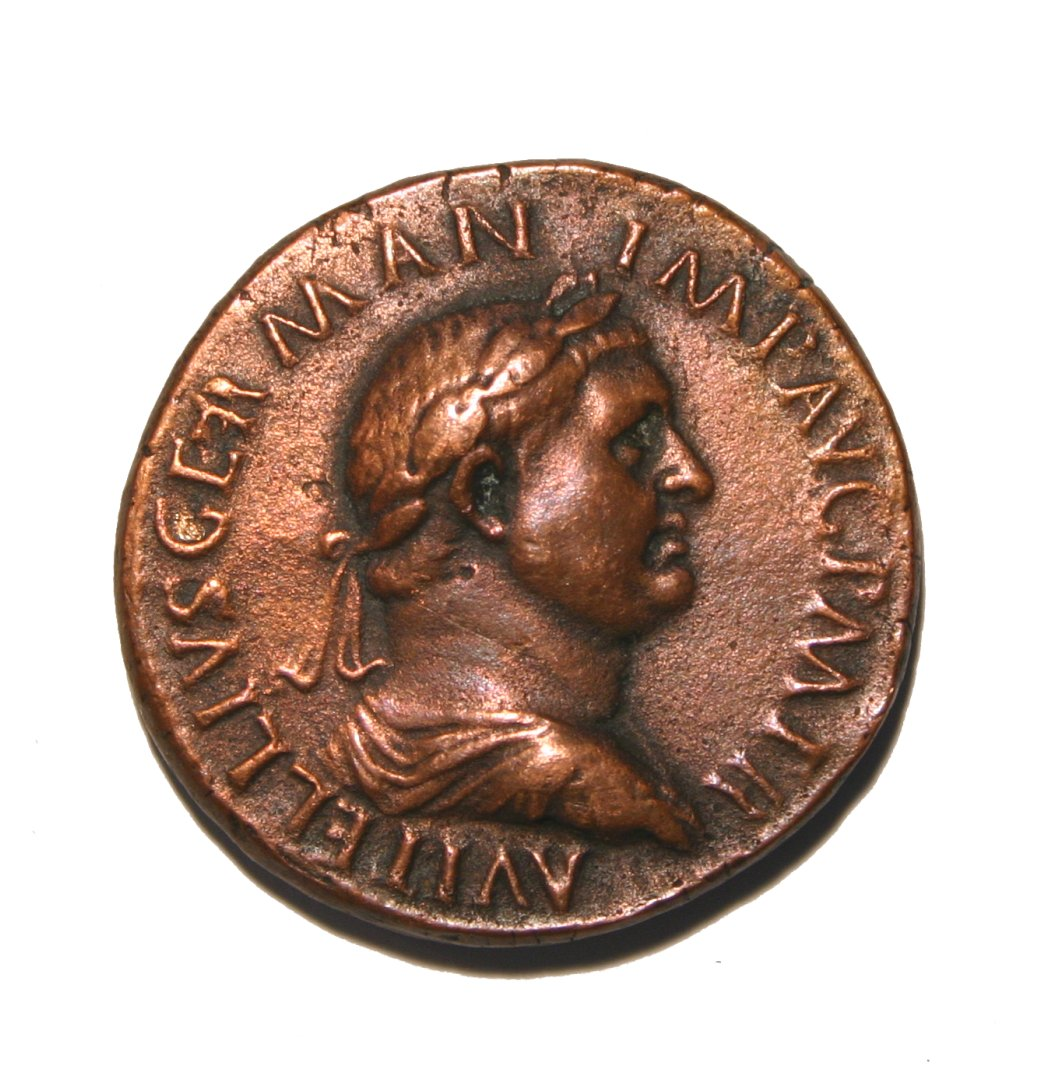
Vitellius (avril à déc. 69)
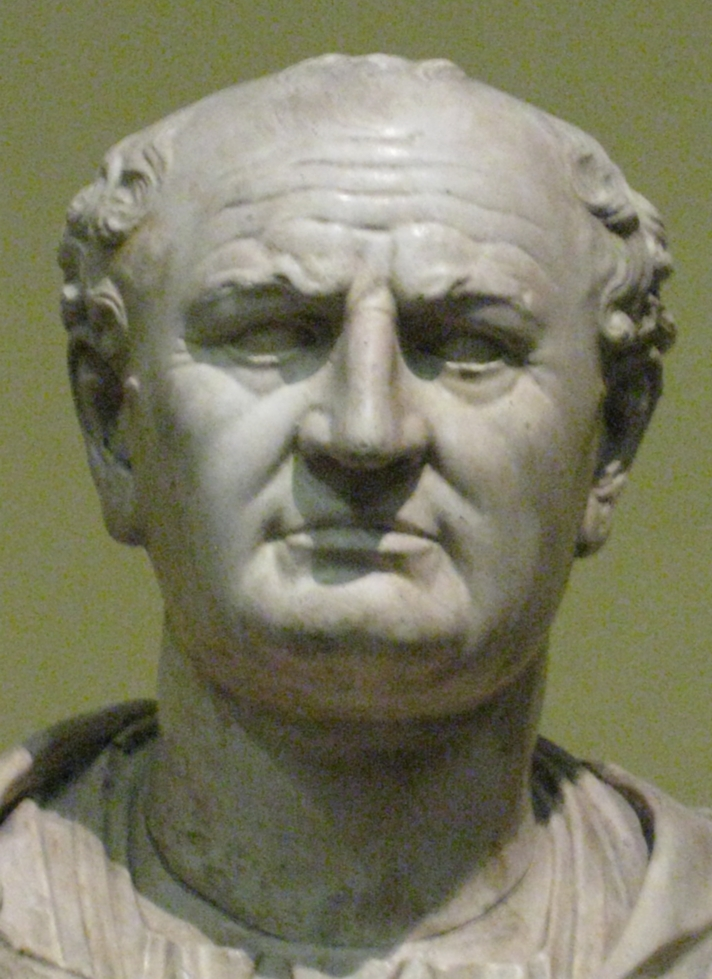
Vespasien (déc. 69 à 79)

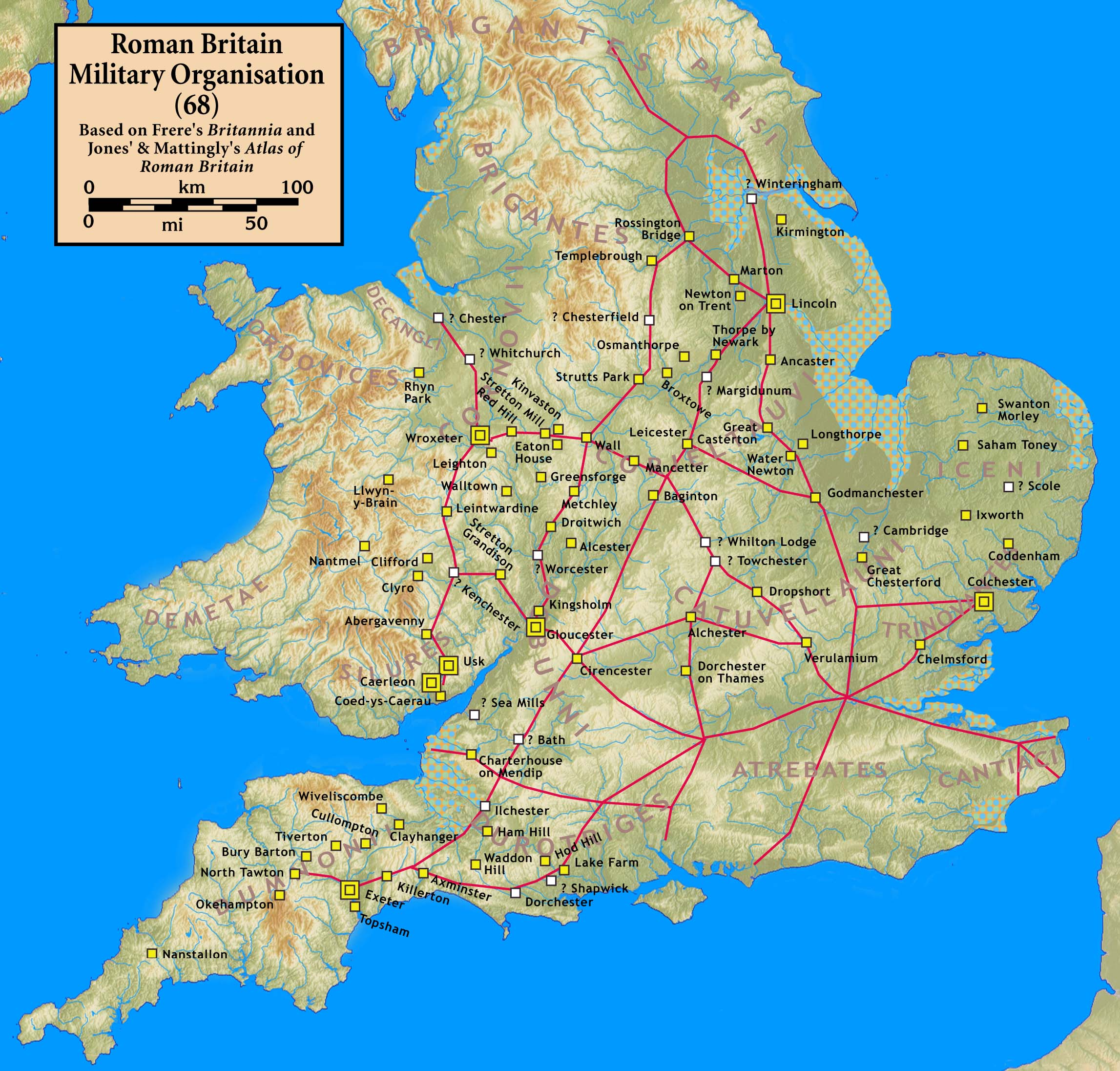
La Bretagne romaine à la mort de Néron.

Mucien choisit Agricola pour faire des levées. Il prend le commandement de la XXe légion sur l'île de Bretagne, qui a tardé à prêter le serment.

### Légat en Bretagne et Aquitaine (70-76)
Il est légat en Bretagne de 70 à 73, sous les ordres de Marcus Vettius Bolanus, nommé par Vitellius et en poste jusqu'en 71, puis sous Quintus Petillius Cerialis, qui combat les Brigantes dans le nord de l'Angleterre.
Il est fait patricien à Rome par Vespasien et est nommé légat en Gaule aquitaine de 74 à 76.

### Consulsuffectet pontife (77)
En cours d'année 77, alors que les consuls ordinaires sont l'empereur Vespasien pour la huitième fois et son fils aîné Titus pour la sixième fois, il est nommé consul suffect puis devient membre du collège des pontifes.
Sa fille, Julia, épouse peu après l'historien et sénateur romain Tacite.

Camp romain de Deva Victrix.

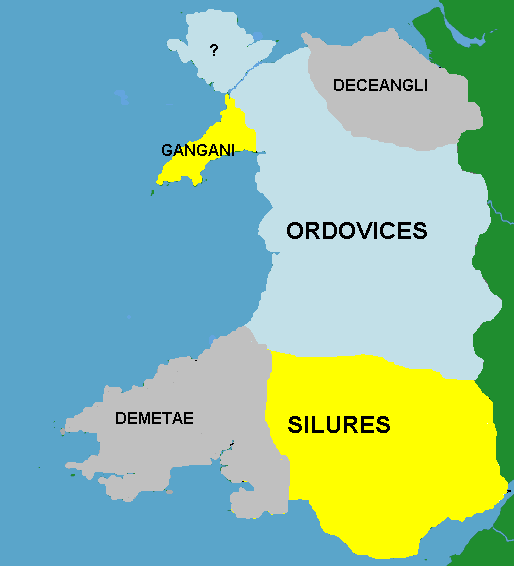
Les peuples brittoniques de l'actuel pays de Galles.

### Gouverneur de Bretagne (77/78-84/85)
Il retourna en Bretagne à la fin de l'été 77 ou 78 comme gouverneur, succédant au général et écrivain militaire Frontin qui avait soumis les Silures. Tacite est la principale source sur les gouverneurs de Bretagne et il a peut-être réduit le rôle de Cérialis et Frontin pour mettre en avant les campagnes de son beau-père Agricola. Ce dernier put se tourner vers l'Écosse, connue sous le nom de « Calédonie », dès son arrivée, ce qui pourrait montrer que les campagnes de Cérialis dans le nord de l'Angleterre avaient été réussies. Tacite souligne quand même « de grands généraux, d'excellentes armées parurent ; les espérances des ennemis diminuèrent, et aussitôt Petilius Cerialis les frappa de terreur en attaquant la cité des Brigantes qui passe pour la plus populeuse de toute la Bretagne : il livra beaucoup de combats, et quelquefois de très sanglants : la victoire ou la guerre enchaîna la plus grande partie de cette cité. Et lorsque Cerialis eut dû accabler par ses services et sa renommée son successeur, Julius Frontinus en soutint le fardeau : grand homme autant qu'on pouvait l'être alors, il subjugua, par les armes, la nation vaillante et belliqueuse des Silures après avoir, outre la valeur des ennemis, triomphé des difficultés des lieux ».
Il est possible que Tacite servît en Bretagne sous les ordres de son beau-père. S'il ne l'a pas accompagné, Tacite a probablement obtenu beaucoup d'informations de sa part, ce qui ne garantit pas pour autant l'exactitude des écrits de l'historien. Sans Tacite, il n'y a que deux preuves de la présence d'Agricola en Bretagne, un tuyau de plomb poinçonné trouvé dans la forteresse romaine de Deva Victrix (Chester), et un fragment d'inscription à Verulamium, (St Albans).
Agricola s'occupa d'abord des troubles survenus dans le nord du pays de Galles, battant les Ordovices et finalisant le quadrillage de leur territoire par un réseau de forts auxiliaires, puis l'année suivante, il pénétra dans le nord de l'Angleterre voire le sud de l'Écosse,. Il acheva la conquête de la Bretagne en étendant l'influence romaine jusqu'à l'embouchure de la Clyde et au Forth et soumettant les Votadini. Il écrasa les Calédoniens dirigés par Galgacus à la bataille du mont Graupius,. Avant de vaincre les Calédoniens, il aurait envisagé l'invasion de l'Irlande, connue sous le nom d'« Hibernia ».
Il reconnut le caractère insulaire de l'île en effectuant le premier le tour complet de la Bretagne avec sa flotte,. Agricola était accompagné dans ses campagnes par le géographe et astrologue d'origine phénicienne Marinos de Tyr.

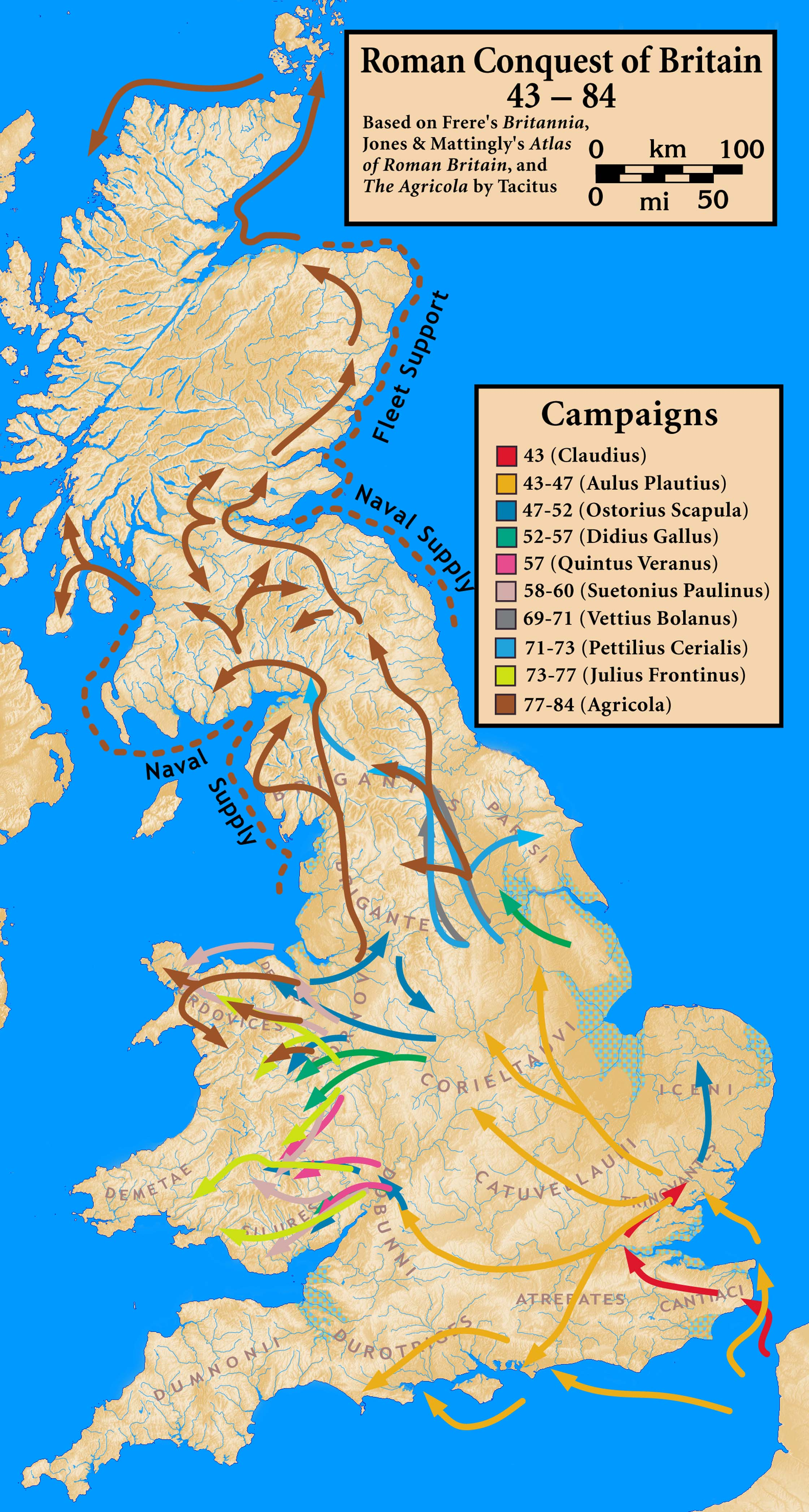
Campagnes dans le nord de l'Angleterre de Vettius Bolanus (69-71), Petillius Cerialis (71-73) et au pays de Galles de Frontin (73-77)
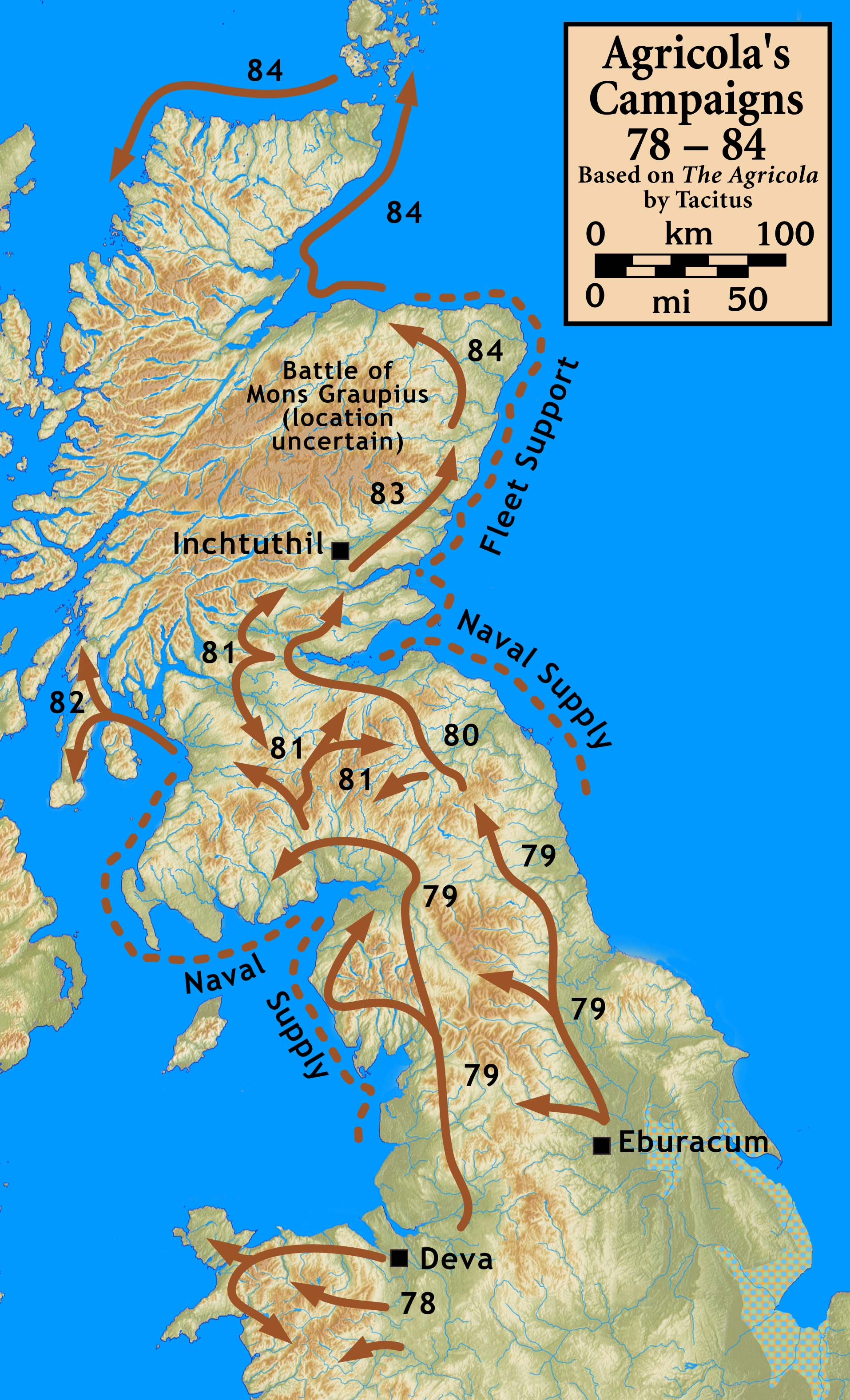
Campagnes d'Agricola (78-84)
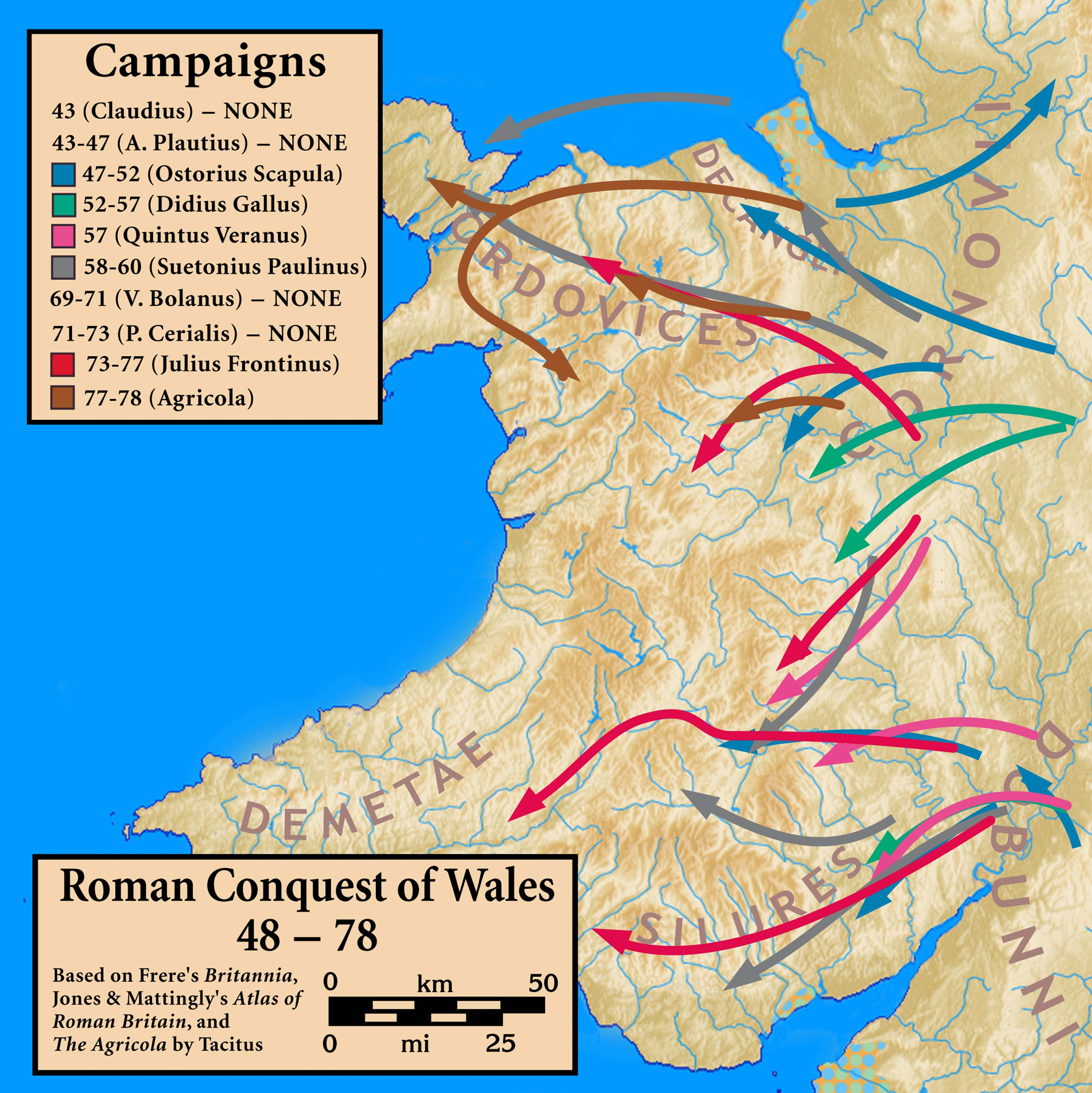
Campagnes dans le pays de Galles, dont celles d'Agricola (77-78)
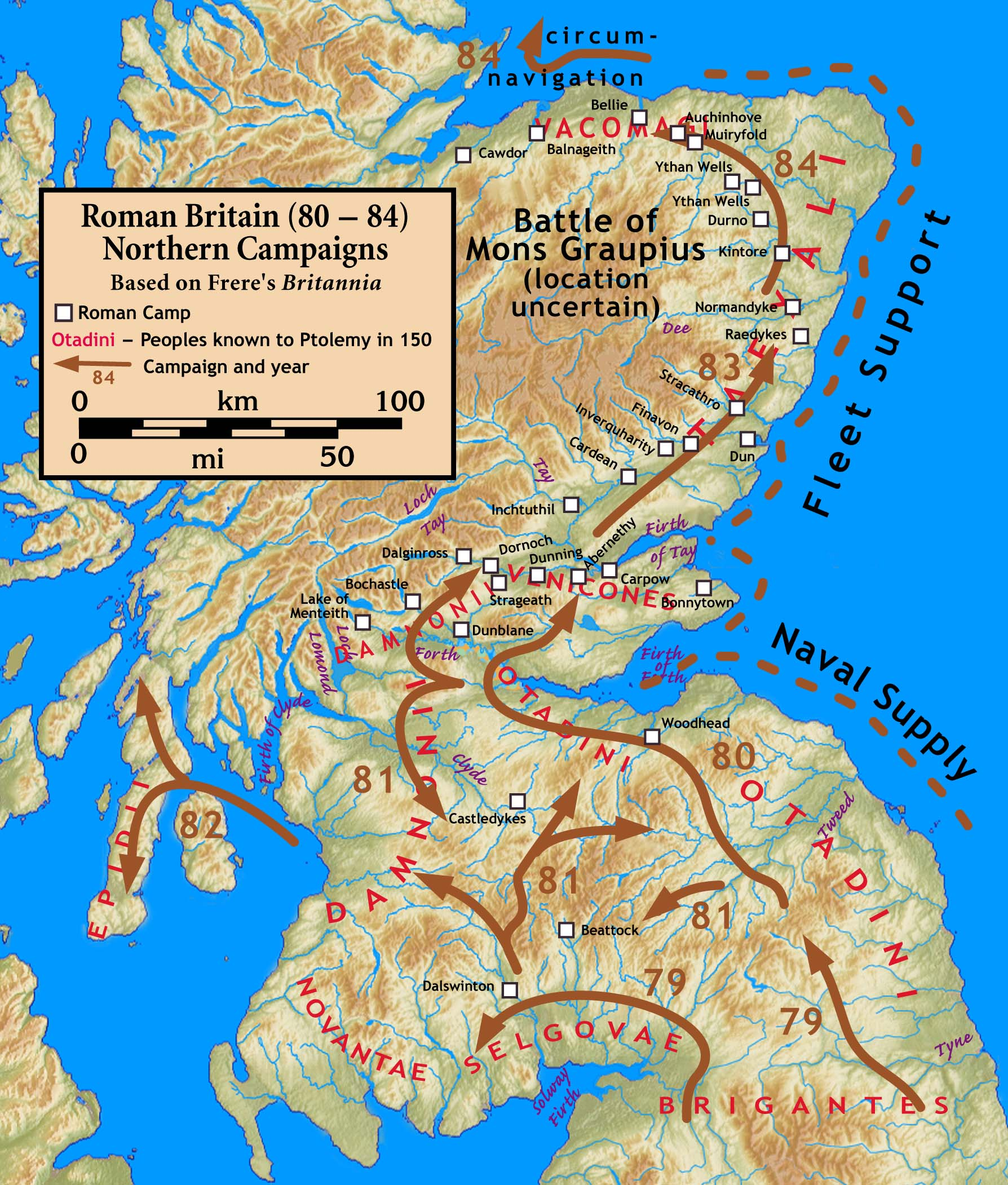
Campagnes d'Agricola dans le nord de l'Angleterre (80-84)
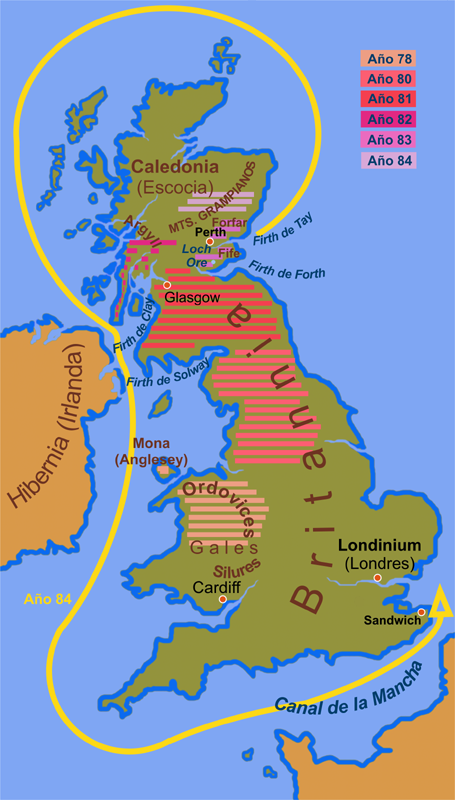
Campagnes d'Agricola (78-84) et tour de l'île (84)

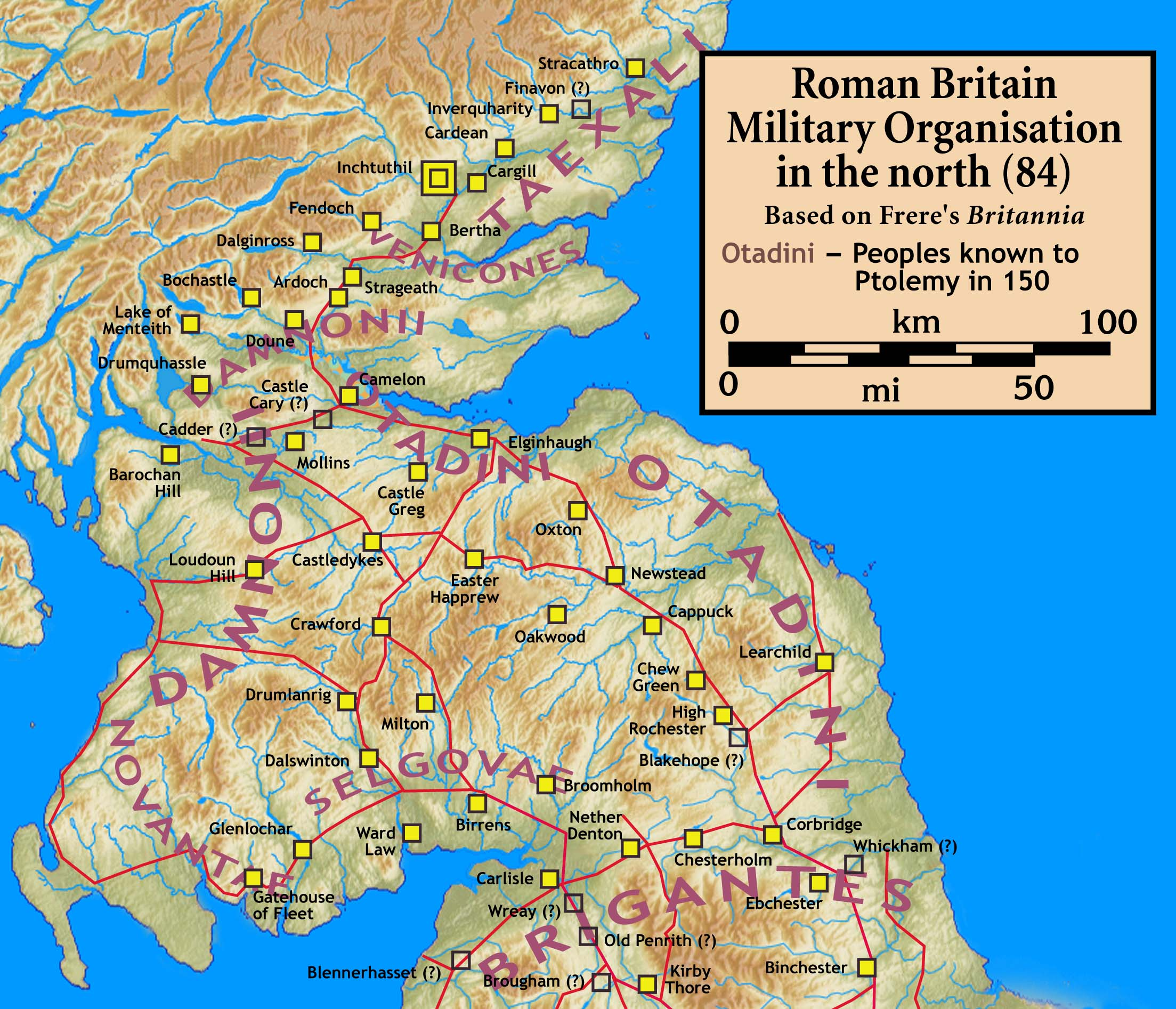
Nord de la Bretagne (84).

L'importance du rôle d'Agricola en Bretagne est peut-être surestimée du fait de la biographie écrite par son gendre et des nombreux sites archéologiques découverts en lien avec les campagnes du général dans le nord de l'Angleterre et de l'Écosse. Cependant son œuvre accomplie dans le domaine civil est considérable, mettant fin aux abus dans la collecte de l'annone et mettant en place un important programme de romanisation des élites locales.

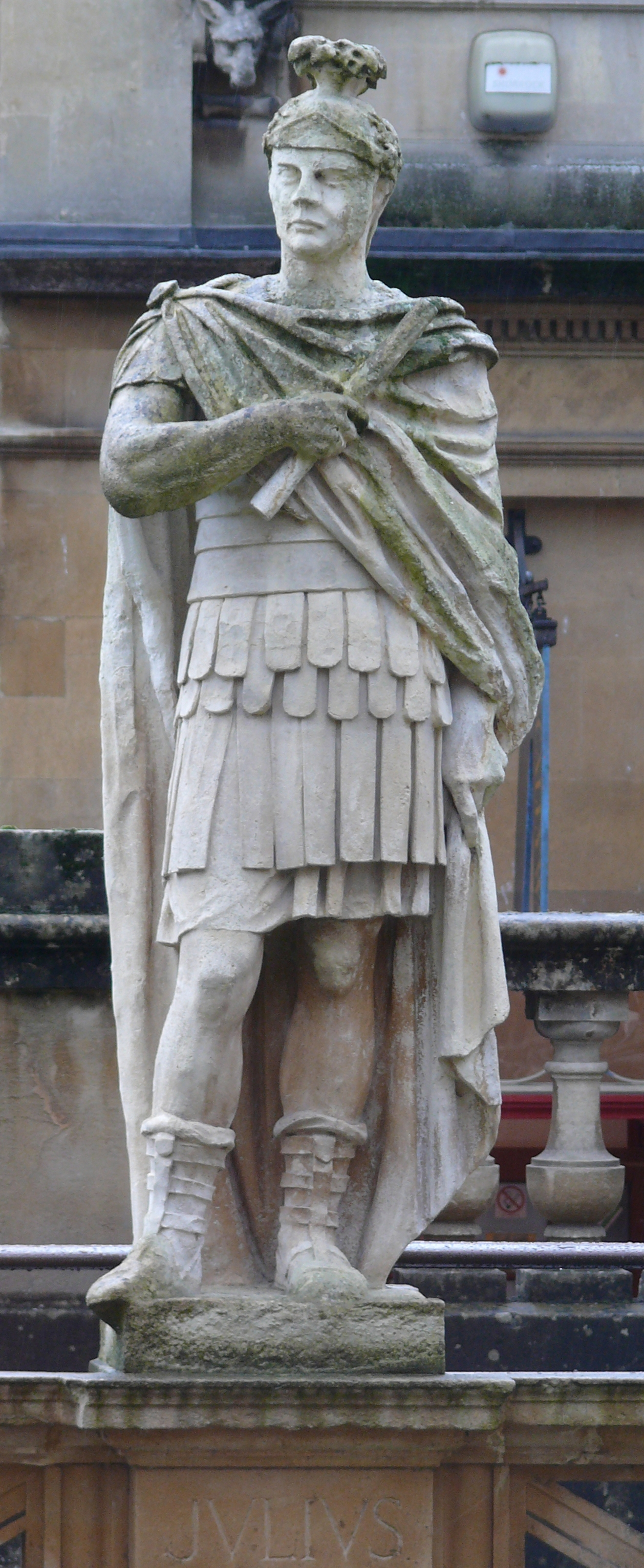
Statue (1894) d'Agricola aux Thermes de Bath.

Agricola perd un autre fils en bas âge pendant ses campagnes en Écosse.

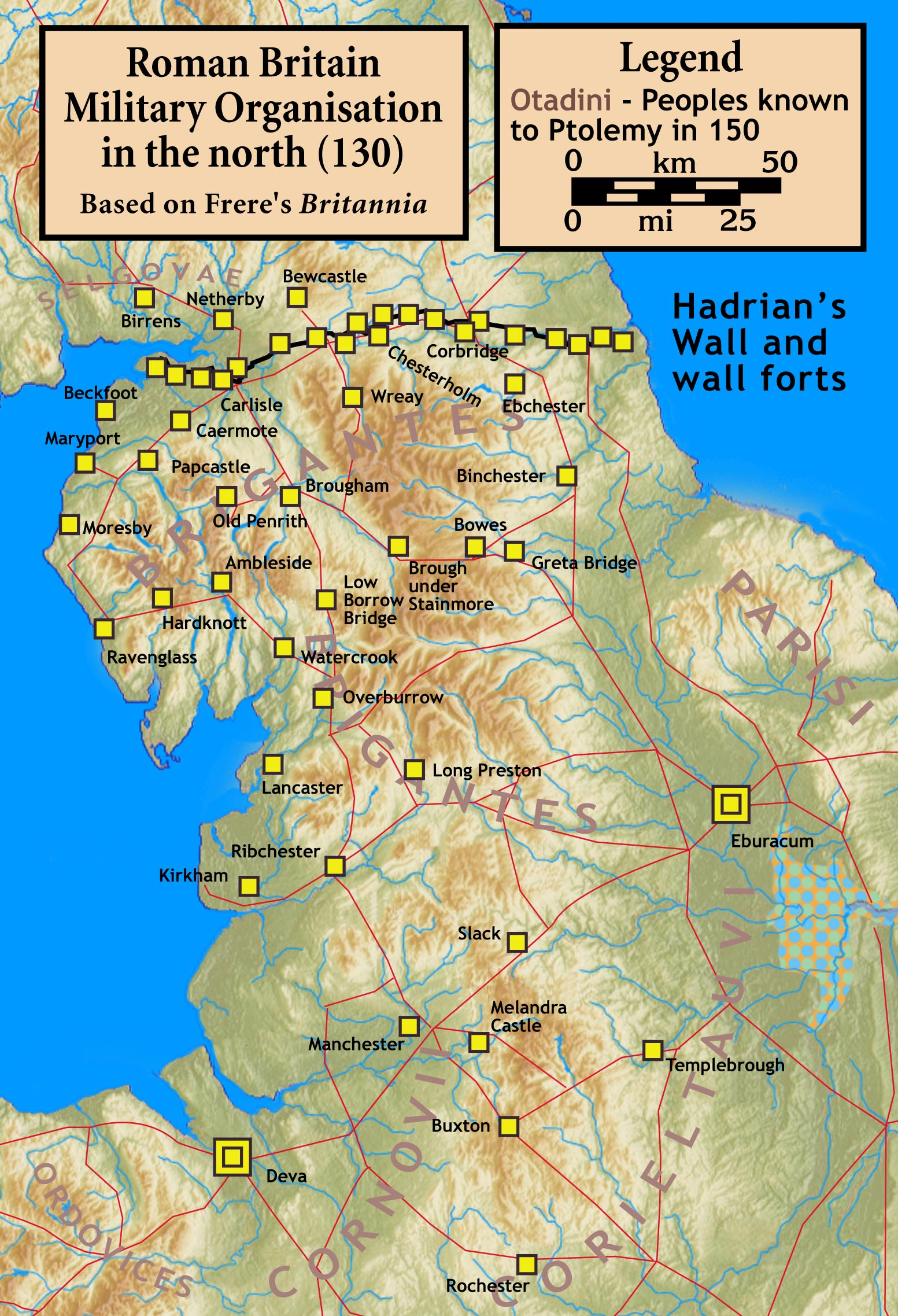
Nord de la Bretagne (130).

### Retrait de Bretagne (84-85)
Différentes hypothèses sont avancées pour expliquer son retrait de Bretagne. L'empereur Domitien voyait en Agricola un potentiel rival. La gens Flavia, famille de Domitien, a accédé au pouvoir grâce au soutien de l'armée, en particulier des armées de Syrie. Un général qui obtient trop de succès, notamment au sein de campagne militaire de grande envergure, n'est pas vu d'un très bon œil par le pouvoir en place. Surtout de la part de Domitien, qualifié d'un naturel suspicieux. L'empereur a peut-être voulu stopper dans son élan un rival potentiel à la pourpre.
D'autre part, le contexte politique nécessitait la fin des campagnes sur l'île : la Bretagne était en grande majorité pacifiée, et ne menaçait pas de se soulever. Les provinces danubiennes et rhénanes de l'empire avaient besoin de soldats expérimentés, à la suite des attaques des différents peuples du Danube, menés par Décébale, contre la province de Mésie.
Enfin, vient la thèse de la jalousie, qui a été développée par Tacite dans sa Vie d'Agricola,. Une jalousie qu'il faut probablement nuancer, car elle est défendue par deux farouches adversaires de Domitien : Suétone, qui se veut un fervent défenseur du rôle du Sénat, et Tacite, qui reproche à Domitien l'éviction de son beau-père de Bretagne.
Tacite reproche aussi à l'empereur l'abandon de la Bretagne à peine conquise. Malgré le parti pris contre Domitien, il se peut que cela soit vrai, et que les conquêtes d'Écosse aient été aussitôt abandonnées à la suite des désastres survenus sur le Danube. Vers 90, la situation militaire en Bretagne est assez similaire à celle trouvée par Agricola à son arrivée,.

### Fin de vie (85-93)
Pour ses victoires en Bretagne, Agricola reçoit les ornements triomphaux et l'honneur d'une statue officielle, mais il préfère faire son retour dans la discrétion. Agricola refuse alors divers proconsulats en Asie et Afrique.
Il vit retiré jusqu'à sa mort, qui survint le dix des calendes de septembre, c'est-à-dire le 23 août, de l'an 93 ; il avait alors 53 ans. Son épouse ainsi que sa fille, épouse de Tacite, lui survivaient. L'empereur est nommé cohéritier d'Agricola dans son testament.
On a prétendu que Domitien l'a fait empoisonner, mais rien de très sérieux ne vient étayer cette thèse.[réf. nécessaire]